# Pseudomiccolamia pulchra
Pseudomiccolamia pulchra är en skalbaggsart som beskrevs av Maurice Pic 1916. Pseudomiccolamia pulchra ingår i släktet Pseudomiccolamia och familjen långhorningar. Inga underarter finns listade i Catalogue of Life.